# باد کوکس
 باد کوکس (انگلیسی: Bud Cox؛ زاده ۱۱ آوریل ۱۹۶۰) یک تنیس‌باز اهل ایالات متحده آمریکا است.